# کوجی ماسودا
کوجی ماسودا (انگلیسی: Koji Masuda؛ زادهٔ ۱ فوریهٔ ۱۹۴۴) بوکسور اهل ژاپن بود.